# Gönc megállóhely
Gönc megállóhely egy Borsod-Abaúj-Zemplén vármegyei vasúti megállóhely, Gönc településen, a MÁV üzemeltetésében. A belterület délnyugati széle közelében helyezkedik el, a központ felől a 3708-as útból kiágazó 37 304-es számú mellékúton (Kossuth utca, majd Petőfi Sándor utca), a város nyugati részei közt elhaladó 3713-as út felől pedig egy önkormányzati úton (Esze Tamás utca) érhető el.
A megállóhely jegypénztár nélküli, nincs jegykiadás.

## Vasútvonalak
A megállóhelyet az alábbi vasútvonalak érintik:
- Szerencs–Hidasnémeti-vasútvonal

## Kapcsolódó állomások
A megállóhelyhez az alábbi állomások vannak a legközelebb:
- Göncruszka megállóhely (Szerencs–Hidasnémeti-vasútvonal)
- Zsujta megállóhely (Szerencs–Hidasnémeti-vasútvonal)

## Forgalom
| Járat        | Útvonal | Gyakoriság                    |
| ------------ | --- | ----------------------------- |
| személyvonat | Abaújszántó – Abaújkér – Boldogkőváralja – Korlát-Vizsoly – Fony – Hejce-Vilmány – Göncruszka – Gönc – Zsujta – Hidasnémeti | Napi 3 pár, nyáron napi 5 pár |